# 오유진 (1981년)
오유진(1981년 11월 20일 ~ )은 대한민국의 배우이다. 2005년 KBS《드라마시티 - 연애》로 데뷔하였다.

## 학력
- 목포정명여자고등학교
- 한국예술종합학교

## 드라마
- 2005년 KBS2 《드라마시티 - 연애》 - 혜지 역
- 2005년 KBS2 《드라마시티 - 거미여인의 사랑법》 - 인남 역
- 2010년 KBS1 과학의 달 특별기획 다큐멘터리 금토드라마 《이휘소의 진실》 - 마리안 (이휘소 박사 부인) 역
- 2018년 MBC 토요드라마 《이별이 떠났다》 - 산부인과 의사 역 (특별출연)
- 2020년 TVN 《머니게임》 - 한지현 검사 역 (특별출연)

## 영화
- 2014년 《씨, 베토벤》 - 영 역
- 2013년 《마이 라띠마》 - 호빠 여자 역
- 2007년 《어머니는 죽지 않는다》 - 유정 역
- 2006년 《시간》 - 간호사 1 역
- 2006년 《달콤, 살벌한 연인》 - 여직원 역
- 2006년 《룸메리트》 - 지선 역
- 2005년 《달콤한 인생》 - 일식집 여종업원 역
- 2005년 《레드 아이》 ... 김정희 역
- 2004년 《하류인생》 - 친목회 여비서 역
- 2004년 《여자는 남자의 미래다》 - 예쁜이 역
- 2004년 《누가 나를 찾아오는가》 - 지윤 역
- 2003년 《위대한 유산》 - 스피드 퀴즈 여자 1 역

## 연극
- 2015년 《원 파인 데이》 - 진경 역
- 2010년 《사천가 2010》
- 2010년 《B언소(蜚言所)》 - 비언소 여왕 역
- 2009년 《사천가 2009》 - 움직임 배우 역
- 2009년 《몬스터》 - 여고 동창생 역
- 2007년 《그때, 별이 쏟아지다》 - 세연, 혜린, 미희, 다혜 역
- 2006년 《양덕원이야기》 - 영 역
- 2004년 《거울공주 평강이야기》 - 환견전환수 루 <병사1> 역

## 뮤직비디오
- 2002년 윤상 - 이사